# Remolinos
Remolinos ist ein Ort und eine Gemeinde (municipio) mit 1.023 Einwohnern (Stand: 2024) im Zentrum der Provinz Saragossa in der Autonomen Region Aragonien im Nordosten Spaniens.

## Lage und Klima
Remolinos liegt gut 26 km (Fahrtstrecke) nordwestlich der Provinzhauptstadt Saragossa in einer Höhe von ca. 230 m am Ebro. 
Das Klima ist gemäßigt bis warm; der eher spärliche Regen (ca. 399 mm/Jahr) fällt übers Jahr verteilt.

## Bevölkerungsentwicklung
| Jahr      | 1970 | 1981 | 1991 | 2001 | 2011 | 2021 |
| Einwohner | 1640 | 1446 | 1281 | 1223 | 1183 | 1052 |

## Sehenswürdigkeiten

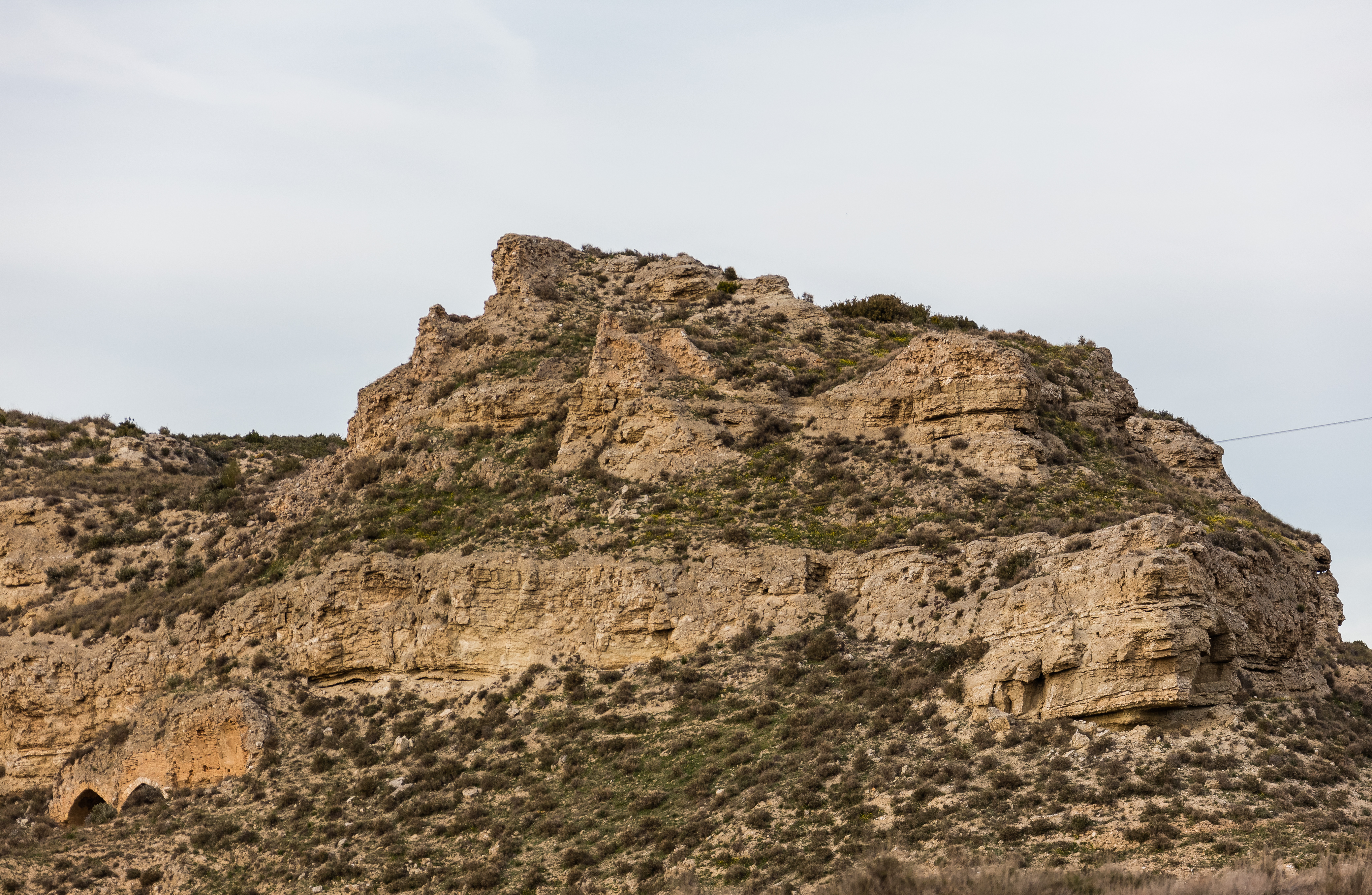
Burgruine von Pola
- Johannes-der-Täufer-Kirche
- Rathaus

- Burgruine von Pola